# Зле-Менсо
Зле-Менсо (пол. Złe Mięso, нім. Bösenfleisch) — село в Польщі, у гміні Черськ Хойницького повіту Поморського воєводства.